# Pseudostenophylax latus
Pseudostenophylax latus là một loài Trichoptera trong họ Limnephilidae. Chúng phân bố ở miền Cổ bắc.